# Televisor a laser
Televisor a laser (em inglês, Laser TV) é uma tecnologia de ecrãs de televisão, desenvolvida pela empresa australiana Arasor International em parceria com a Novalux. Foi apresentada oficialmente à imprensa internacional no dia 10 de outubro de 2006.
Durante a apresentação e demonstração, em Sydney (Austrália), de um protótipo da Mitsubishi, o então presidente da Novalux, Jean-Michel Pelaprat, declarou obsoleta a tecnologia Plasma.
Foi lançada no comércio em 2008, pelas empresas Mitsubishi e Samsung.

## Tecnologia
Lasers podem tornar-se um substituto ideal para as lâmpadas UHP, que estão atualmente em uso em dispositivos de exibição de projeção, como a televisão de projeção traseira e projetores frontais. LG afirma uma vida de 25.000 horas para o seu projetor laser, em comparação a 10.000 horas para uma UHP.
"Com outras tecnologias de ecrã, as cores exibidas são aproximadamente 30 a 40% das que o olho humano consegue ver", declarou. "Mas pela primeira vez, com uma TV Laser, poderemos ver 90% das cores que os olhos podem ver", explicou.
A tecnologia é baseada num único chip fotoelétrico central (desenvolvido pela Arasor) para o dispositivo projetor laser (desenvolvido pela Novalux). As imagens são formadas por varrimento, seguindo o mesmo princípio usado nos monitores de TRC.

## Vantagens
- A TV Laser poderá reproduzir mais de 90% das cores visíveis para o olho humano com isso, mal dar para diferenciar a imagem da TV de uma paisagem ao vivo.[5]
- Terá metade do peso e custo de telas de Plasma ou LCD.
- Consumirá cerca de 25% da energia exigida por ecrãs de Plasma ou LCD.[6]
- As TV Laser serão tão finas quanto as de Plasma ou LCD.
- Terão uma expectativa de vida útil de 50.000 horas, sem degradação progressiva da imagem com o tempo, ao contrário dos ecrãs de Plasma ou LCD.